# Lady of the Dawn
 (janvier 2020).
Si vous disposez d'ouvrages ou d'articles de référence ou si vous connaissez des sites web de qualité traitant du thème abordé ici, merci de compléter l'article en donnant les références utiles à sa vérifiabilité et en les liant à la section « Notes et références ».
 (janvier 2020).
Singles de Mike Batt
Caravan Song
(1978) The Winds of Change
(1980)
Lady of the Dawn est une chanson écrite, composée et interprétée par le musicien et chanteur britannique Mike Batt extrait de l'album Tarot Suite sorti en juin 1979 chez Epic.
La chanson obtient du succès principalement en Europe, notamment en Allemagne où elle se classe en 16e position des ventes durant la semaine du 21 avril 1980, ainsi qu'en Suisse où elle atteint la 3e place du Schweizer Hitparade durant la même période. Elle a également intégré le classement en Belgique mais n'y a cependant passé que deux semaines consécutives (celles du 29 décembre 1979 et du 5 janvier 1980).
La chanson a été réenregistrée en 2007, toujours par Mike Batt, pour son album A Songwriter's Tale.

## Liste des pistes
7" single
1. Lady of the Dawn - 4:00
2. The Night of the Dead - 3:30

12" maxi
1. Lady of the Dawn - 4:00
2. The Dead of the Night - 1:58

## Classement hebdomadaire
| Classement (1979-1980)                 | Meilleure position |
| -------------------------------------- | ------------------ |
| Allemagne (Official German Charts)     | 16                 |
| Belgique (Flandre Ultratop 50 Singles) | 24                 |
| Pays-Bas (Single Top 100)              | 17                 |
| Suisse (Schweizer Hitparade)           | 3                  |